# District de Shangjie
Le district de Shangjie (上街区 ; pinyin : Shàngjiē Qū) est une subdivision administrative de la province du Henan en Chine. Il est placé sous la juridiction de la ville-préfecture de Zhengzhou.